# Brunswick (Ohio)
Brunswick – miasto w Stanach Zjednoczonych, w stanie Ohio.
Liczba mieszkańców w 2000 roku wynosiła 33 388.